# Equinox (band)
Equinox is een Bulgaarse band.

## Biografie
Equinox bestaat uit de Bulgaren Zhana Bergendorff, Georgi Simeonov en Vladimir Mihailov en de Amerikanen Johnny Manuel en Trey Campbell. De band werd samengesteld voor deelname aan het Eurovisiesongfestival 2018, dat werd gehouden in de Portugese hoofdstad Lissabon. Equinox bereikte met het nummer Bones namens Bulgarije de finale en eindigde daar op de 14e plaats. 
2005: Kaffe · 
2006: Mariana Popova · 
2007: Elitsa Todorova & Stojan Jankoelov · 
2008: Deep Zone & Balthazar · 
2009: Krassimir Avramov · 
2010: Miro · 
2011: Poli Genova · 
2012: Sofi Marinova · 
2013: Elitsa Todorova & Stojan Jankoelov · 
2016: Poli Genova · 
2017: Kristian Kostov · 
2018: Equinox · 
2021: Victoria · 
2022: Intelligent Music Project